# Sečanj (općina)
Općina Sečanj je jedna od općina u Republici Srbiji. Nalazi se u AP Vojvodini i spada u Srednjobanatski okrug. Po podacima iz 2004. općina zauzima površinu od 523 km² (od čega na poljoprivrednu površinu otpada 48.995 ha, a na šumsku 196 ha). 
Centar općine je selo Sečanj. Općina Sečanj se sastoji od 11 naselja. Po podacima iz 2002. godine u općini je živjelo 16.377 stanovnika, a prirodni priraštaj je iznosio -10.8 %. Po podacima iz 2004. broj zaposlenih u općini iznosi 2.691 ljudi. U općini se nalazi 11 osnovnih i 3 srednjih škola.

## Zemljopis
U srednjem dijelu Banata, na desnoj obali Tamiša, 32 km istočno od Zrenjanina, prostire se općina Sečanj sa selima: 
- Margitica (srpski: Banatska Dubica)
- Hrvatska Boka ili Boka,
- Busenje,
- Jarkovac,
- Modoš (srpski: Jaša Tomić),
- Kanak, (srpski: Konak),
- Krajišnik,
- Hrvatska Neuzina (srpski: Neuzina),
- Sečanj,
- Sarča, (srpski: Sutjeska)
- Šurjan.[1]

## Stanovništvo
Nacionalni sastav općine prema popisu iz 2002. godine:
- Srbi - 11.607 (70,87%)
- Mađari - 2.068 (12,63%)
- Rumunji - 642 (3,92%)
- Romi - 609 (3,72%)
- Jugoslaveni - 266 (1,62%)
- Hrvati - 148 (0,9%)
- Bugari - 114 (0,7%)

Sela s većinskim srpskim stanovništvom su Banatska Dubica, Boka, Jarkovac, Jaša Tomić, Krajišnik, Sečanj i Sutjeska.
Busenje ima većinsko mađarsko stanovništvo. Konak, Neuzina i Šurjan imaju relativnu srpsku većinu.

## Povijest
Veća naseljavanja u ovom kraju nastaju istjerivanjem Turaka iz Banata, u 18. i 19. stoljeću. Većinu stanovnika činili su Nijemci, koji su se poslije Drugog svjetskog rata iselili, a koloniziralo se stanovništvo iz Bosne i Hercegovine i drugih krajeva.

## Kultura
U nekim mjestima ove općine sačuvane su umjetničke vrijednosti u slikarskim radovima Konstantina Danila i Stevana Aleksića (Jarkovac). U Jaši Tomiću (nekada Modoš) nalazi se i muzejska zbirka s arheološkim i etnološkim materijalom, kao i stara crkva (1746.), obnovljena 1906. godine.

## Gospodarstvo
Razvijeni su poljoprivreda, trgovina i promet. U ovom kraju 1959. godine počelo je istraživanje i eksploatacija nafte i plina. 